# Підводні човни типу «Сутьєска»
| Підводні човни типу «Сутьєска»                      | Підводні човни типу «Сутьєска» | Підводні човни типу «Сутьєска» |
| --------------------------------------------------- | ------------------------------ | ------------------------------ |
| Подморнице класе Сутјеска Podmornice klase Sutjeska |                                |                                |
|                                                     |                                |                                |
|                                                     |                                |                                |
| Під прапором                                        | Югославія                      | Югославія                      |
| Проєкт                                              |                                |                                |
| Основні характеристики                              |                                |                                |
| Швидкість (надводна)                                | 14 вузлів (дизель)             | 14 вузлів (дизель)             |
| Швидкість (підводна)                                | 9 вузлів (електродвигун)       | 9 вузлів (електродвигун)       |
| Автономність плавання                               | 4800 миль (на 9 вузлах)        | 4800 миль (на 9 вузлах)        |
| Екіпаж                                              | 38 осіб                        | 38 осіб                        |
| Розміри                                             |                                |                                |
| Довжина найбільша (по КВЛ)                          | 60 м                           | 60 м                           |
| Ширина корпусу найб.                                | 6,6 м                          | 6,6 м                          |
| Середня осадка (по КВЛ)                             | 4,8 м                          | 4,8 м                          |
| Водотоннажність надводна                            | 820 т                          | 820 т                          |
| Озброєння                                           |                                |                                |
| Торпедно- мінне озброєння                           | 6 x 533-мм ТА (8 торпед)       | 6 x 533-мм ТА (8 торпед)       |

Підво́дні човни типу «Сутьєска» (серб. Подморнице класе Сутјеска, хорв. Podmornice klase Sutjeska) — підводні човни ВМС Югославії післявоєнного періоду.

## Історія створення
Підво́дні човни типу «Сутьєска» — перші підводні човни, які були спроєктовані та збудовані в Югославії, на верфі «Ульянік» (хорв. Uljanik) у місті Пула. За основу був взятий трофейний італійський човен «Nautilo» (у складі ВМС Югославії мав назву «Сава»).
У 1970-х роках обидва підводні човни були модернізовані, на них були встановлені гідролокатори радянського виробництва.
Були здані на злам наприкінці 1980-х років.

## Представники
| Назва               | Заводський номер | Закладено | Спущено на воду      | Ввід у стрій         | Доля                       |
| ------------------- | ---------------- | --------- | -------------------- | -------------------- | -------------------------- |
| «Сутьєска» Сутјеска | П 811            | 1957 рік  | 28 вересня 1958 року | 16 вересня 1960 року | зданий за злам у 1987 році |
| «Неретва» Неретва   | П 812            | 1957 рік  | 1959 рік             | 1961 рік             | зданий за злам у 1987 році |